# إريكو ماتسوي
إريكو ماتسوي (باليابانية: 松井恵理子؛ بالكانا: まつい えりこ) هي مؤدية صوت يابانية، ولدت في 8 مارس 1989 في آيتشي في اليابان.

## اعمالها

### مسلسلات أنمي تلفزيونية
- الفتاة الساحرة والعمليات الخاصة أسكا - ميا سايروس

## وصلات خارجية
- إريكو ماتسوي على موقع IMDb (الإنجليزية)
- إريكو ماتسوي على موقع ميوزك برينز (الإنجليزية)
- إريكو ماتسوي على موقع ديسكوغز (الإنجليزية)
- إريكو ماتسوي على موقع قاعدة بيانات الفيلم (الإنجليزية)
- إريكو ماتسوي على موقع ANN person (الإنجليزية)